# Sebedín-Bečov, Banská Bystrica
Sebedín-Bečov este o comună slovacă, aflată în districtul Banská Bystrica din regiunea Banská Bystrica. Localitatea se află la altitudinea de 365 m deasupra n.m., se întinde pe o suprafață de 9,63 km2 și în 2017 număra 366 de locuitori.

## Istoric
Localitatea Sebedín-Bečov este atestată documentar din 1351.

## Demografie
| An:                | 1994 | 2004    | 2014   | 2024   |
| ------------------ | ---- | ------- | ------ | ------ |
| Număr de persoane: | 324  | 397     | 369    | 360    |
| Diferență:         |      | +22,53% | −7,05% | −2,43% |

| An:                | 2023 | 2024   |
| ------------------ | ---- | ------ |
| Număr de persoane: | 354  | 360    |
| Diferență:         |      | +1,69% |